# Дай, бабо, огънче
Дай, бабо, огънче е детска игра с ръце за двама играчи. Играчите опират ръце и в синхрон с рецитирано от тях стихче залъгалка, вид броенка, изпълняват поредица от действия.

## Правила на игра
Когато се казва залъгалката, пръстите на двете ръце, на възрастната жена /може да се играе и само от деца/, се разперват и едноименните пръсти си долепят връхчетата. Образува се нещо като стълба. Малкото дете застава, с пръстчето си, постепенно на всяко стъпало и казва „Бабо дай огънче“, а бабата отговаря „Качи се по-нагоре“, докато се стигне до най-високото стъпало. Детето поглежда навътре, в дома, образуван от двете ръце и пита „Ами онова там, черното, какво е, да не е кучето“, а бабата отговаря „На дядо ти (може да се спомене и името на дядото) калпака/кожуха“. Всеки път може да се поставя ново изречение, варианти на даденото по-горе. Когато се стигне до последното изречение, двете ръце се разделят и създават илюзията, че кучето хапе детето.
Текст на броилката „Дай, бабо, огънче“, публикуван в Читанка за първо отделение в Началните училища 1883 г. – Петко Славейков, под името „Дете за огнец“:
| „ | - Дай, бабо, огънче. - Качи се по-нагоре. - Дай, бабо, огънче. - Качи се по-нагоре. - Дай, бабо, огънче. - Качи се по-нагоре. - Дай, бабо, огънче. - Влез вътре и си вземи. - Ами това черното, да не е куче? - Не, това е на дядо поп килимявката. - Бау! Бау! Бау! | “ |